# Цянь Чу
Цянь Чу (спрощ.: 钱俶; кит. трад.: 錢俶; піньїнь: Qián Chù; 29 вересня 929 — 7 жовтня 988) — китайський державний діяч і поет, останній правитель держави Уюе періоду п'яти династій і десяти держав.

## Життєпис
Був сином Цянь Юаньгуана. Зайняв трон після повалення свого брата Цянь Хунцзуна.
Коли у 960-их роках Північний Китай був об'єднаний під владою династії Сун, Цянь Чу проголосив себе васалом останньої. 968 року імператор Чжао Куан'ї розширив повноваження правителя Уюе, також надавши йому інші почесті.
Однак 978 року Цянь Чу добровільно передав свої володіння династії Сун. Джерела вважають, що саме «добровільна» здача вберегла Уюе від війни та руйнувань. Завдяки цьому вдалось зберегти економічну інфраструктуру Уюе, що стала базою того, що донині дельта Янцзи є економічним центром Китаю.
Після цього Цянь Чу залишився жити у своїй столиці. Він мав гарні особисті стосунки з імператором Сун. Помер 988 року, був похований з відповідними почестями.